# Aegolius acadicus
Aegolius acadicus là một loài chim trong họ Strigidae.

## Hình ảnh

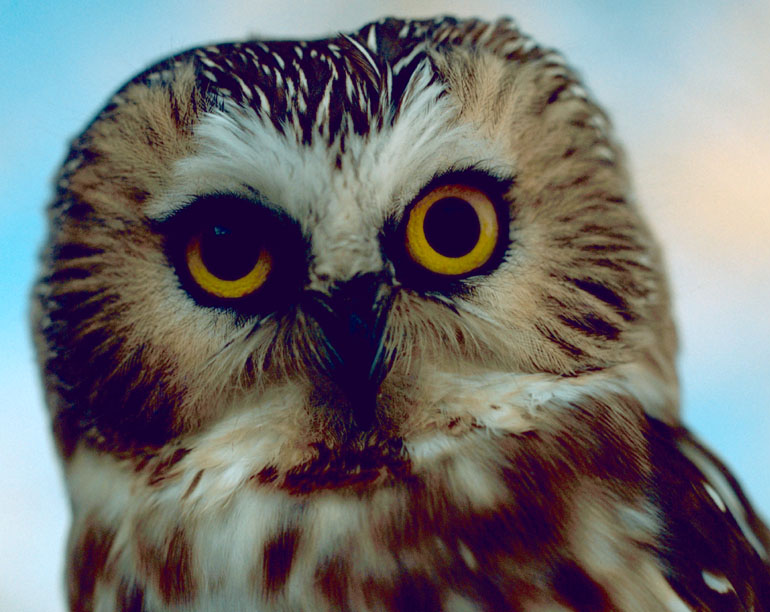
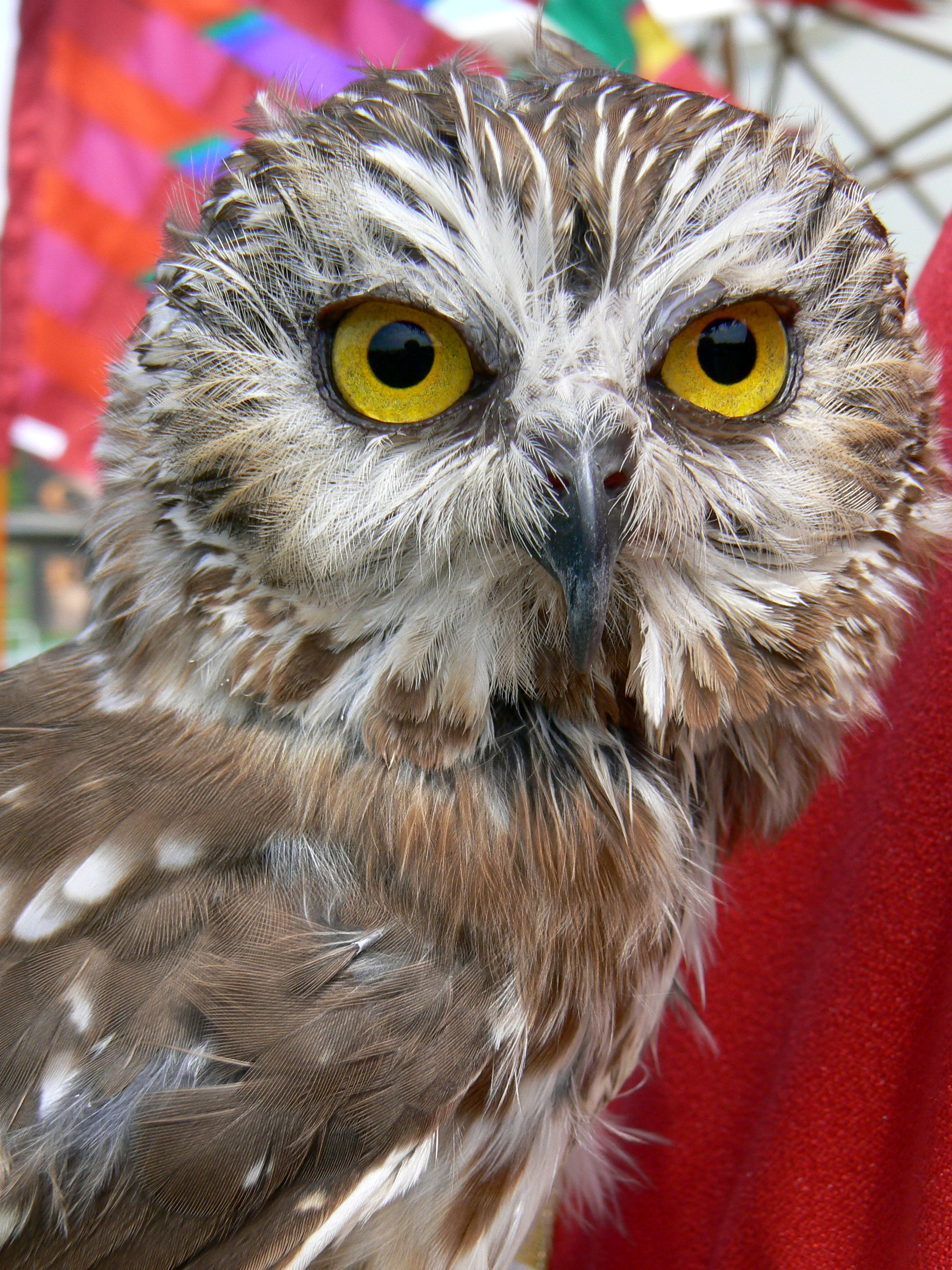